# El robo de la historia
El robo de la historia es el decimonoveno libro del autor uruguayo Diego Fischer. Fue publicado por Editorial Sudamericana en 2019.

## Reseña
«El robo de la historia. La trama desconocida de las libras de Mailhos.» Este libro relata con pormenores la trama de un hecho policial en los setenta, que involucra a la familia Mailhos en Uruguay. Fischer vivió hasta su adolescencia cerca de la casa donde fue el robo.
El libro lleva varias reediciones. Ha estado primero en la lista de superventas, y continua figurando entre los 5 libros más vendidos en Uruguay.
El libro fue presentado en e Museo Zorrilla de Punta Carretas.
En diciembre de 2020 fue galardonado con el Premio Libro de Oro otorgado por la Cámara Uruguaya del Libro.